# Predné Solisko

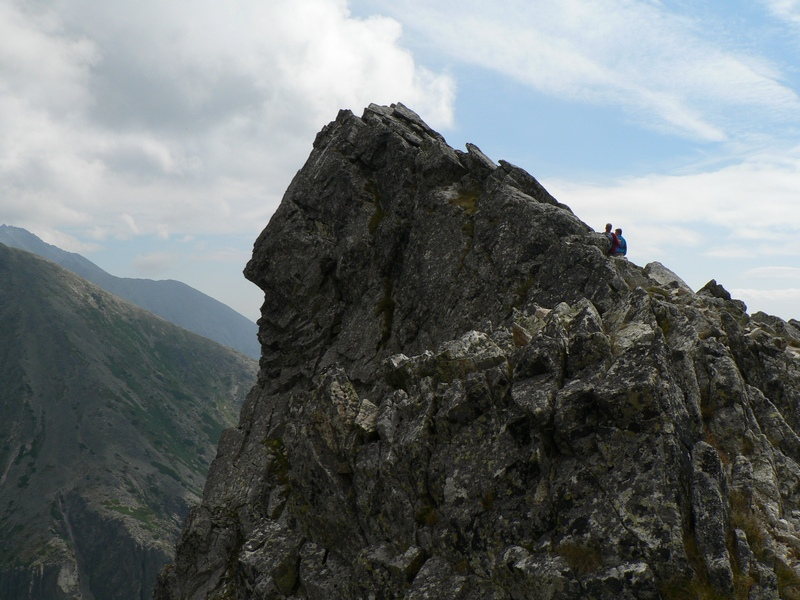
Gipfelbereich vom Norden her

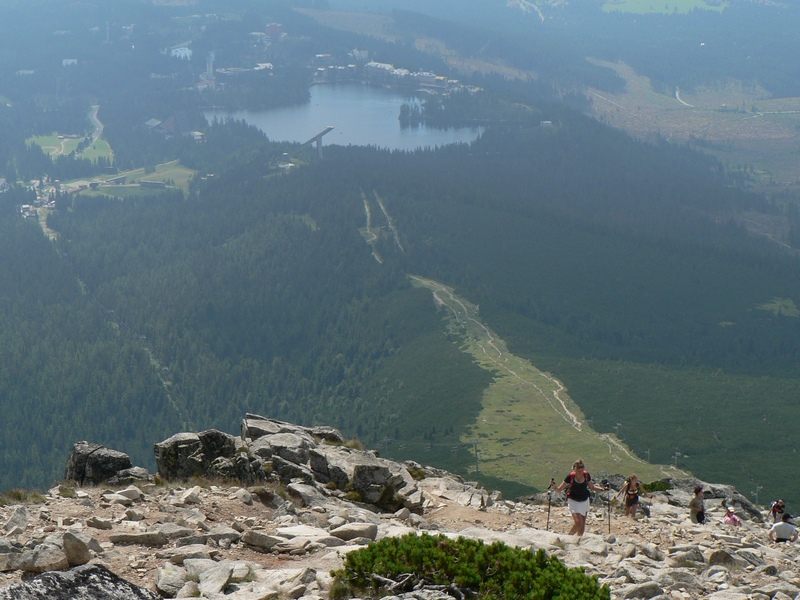
Blick vom Gipfel auf den See Štrbské pleso

Predné Solisko (deutsch Vorderer Solisko oder eingedeutscht Vorderer Salzberg, ungarisch Elülső-Szoliszkó-kúp, polnisch Skrajne Solisko) ist ein 2126 m n.m. (nach anderen Quellen 2117 m n.m.) hoher Berg in der Hohen Tatra in der Slowakei. Der Berg befindet sich am südlichen Ende des Seitengrats Soliskový hrebeň (deutsch Soliskograt oder Salzberggrat) zwischen den Tälern Furkotská dolina im Westen und Mlynická dolina im Osten, bevor der Grat Richtung See Štrbské pleso abfällt.
Der gesamte Grat inklusive des Bergs liegt genau an der Wasserscheide zwischen zwei Meeren: die westlichen Hänge gehören durch den Bach Furkotský potok zum Einzugsgebiet der Waag und Donau und somit des Schwarzen Meeres, die östlichen Hänge werden hingegen über die Mlynica, Poprad, Dunajec und Weichsel in die Ostsee entwässert.
Der Name ist, ähnlich wie die nördlich liegenden Berge Štrbské Solisko (2301 m n.m.), Mlynické Solisko (2301 m n.m.) und Veľké Solisko (2412 m n.m.), von einer einstigen Salzlecke an den Hängen des Bergs abgeleitet worden. Durch ein Missverständnis der Kartographen ging dieser Name auf den gesamten Grat über. Das Adjektiv Predné (Vorder-, slow. n.) bezeichnet die vorgeschobene Lage innerhalb des Grats. Im Jahrbuch 1898 des Ungarischen Karpathenvereins schlug Franz Dénes den Namen Schleierfall-Spitze (deutsch) beziehungsweise Fátyolosesési-csúcs (ungarisch), beide nach dem nordöstlich liegenden Wasserfall Skok.
Der Berg erfreut sich großer Beliebtheit als einer der wenigen frei zugänglichen Berge für Touristen, aber auch wegen der Skipisten auf den südlichen Hängen. In die Gegend der Berghütte Chata pod Soliskom (1840 m n.m.) führte 1943–1969 ein Skilift und seit 1969 ein Sessellift. Zum Gipfel führt ein rot markierter Wanderweg von der Berghütte heraus, dort besteht ein Anschluss an den blau markierter Wanderweg von Štrbské Pleso und weiter ins Tal Furkotská dolina. 2013 wurde auf dem Gipfel ein hölzernes Kreuz zum 10. Jahrestag des abgeschlossenen Umbaus der Berghütte aufgestellt.